# Lijst van nummer 1-hits in Duitsland in 1971
Deze hits stonden in 1971 op nummer 1 in de Der Musikmarkt, de bekendste hitlijst in Duitsland.
| Datum        | Artiest                      | Titel         |
| ------------ | ---------------------------- | ------------- |
| 1 januari    | Miguel Ríos                  | A song of joy |
| 8 januari    | Miguel Ríos                  | A song of joy |
| 15 januari   | Miguel Ríos                  | A song of joy |
| 22 januari   | Miguel Ríos                  | A song of joy |
| 29 januari   | George Harrison              | My sweet lord |
| 5 februari   | George Harrison              | My sweet lord |
| 12 februari  | George Harrison              | My sweet lord |
| 19 februari  | George Harrison              | My sweet lord |
| 26 februari  | George Harrison              | My sweet lord |
| 5 maart      | George Harrison              | My sweet lord |
| 12 maart     | George Harrison              | My sweet lord |
| 19 maart     | George Harrison              | My sweet lord |
| 26 maart     | George Harrison              | My sweet lord |
| 2 april      | George Harrison              | My sweet lord |
| 9 april      | Lynn Anderson                | Rose garden   |
| 16 april     | Creedence Clearwater Revival | Hey tonight   |
| 23 april     | Lynn Anderson                | Rose garden   |
| 30 april     | Lynn Anderson                | Rose garden   |
| 7 mei        | Lynn Anderson                | Rose garden   |
| 14 mei       | Lynn Anderson                | Rose garden   |
| 21 mei       | Danyel Gérard                | Butterfly     |
| 28 mei       | Danyel Gérard                | Butterfly     |
| 4 juni       | Danyel Gérard                | Butterfly     |
| 11 juni      | Danyel Gérard                | Butterfly     |
| 18 juni      | Danyel Gérard                | Butterfly     |
| 25 juni      | Danyel Gérard                | Butterfly     |
| 2 juli       | Danyel Gérard                | Butterfly     |
| 9 juli       | Danyel Gérard                | Butterfly     |
| 16 juli      | Danyel Gérard                | Butterfly     |
| 23 juli      | Danyel Gérard                | Butterfly     |
| 30 juli      | Danyel Gérard                | Butterfly     |
| 6 augustus   | Danyel Gérard                | Butterfly     |
| 13 augustus  | Danyel Gérard                | Butterfly     |
| 20 augustus  | Danyel Gérard                | Butterfly     |
| 27 augustus  | The Sweet                    | Co-Co         |
| 3 september  | The Sweet                    | Co-Co         |
| 10 september | The Sweet                    | Co-Co         |
| 17 september | The Sweet                    | Co-Co         |
| 24 september | The Sweet                    | Co-Co         |
| 1 oktober    | The Sweet                    | Co-Co         |
| 8 oktober    | Danyel Gérard                | Butterfly     |
| 15 oktober   | The Sweet                    | Co-Co         |
| 22 oktober   | Peret                        | Borriquito    |
| 29 oktober   | Peret                        | Borriquito    |
| 5 november   | Los Pop Tops                 | Mamy blue     |
| 12 november  | Los Pop Tops                 | Mamy blue     |
| 19 november  | Los Pop Tops                 | Mamy blue     |
| 26 november  | Los Pop Tops                 | Mamy blue     |
| 3 december   | Los Pop Tops                 | Mamy blue     |
| 10 december  | Los Pop Tops                 | Mamy blue     |
| 17 december  | Los Pop Tops                 | Mamy blue     |
| 24 december  | Los Pop Tops                 | Mamy blue     |
| 31 december  | Los Pop Tops                 | Mamy blue     |